# Гарсон, Хеандри
Хеандри Гарсон Кабальеро (исп. Geandry Garzón Caballero; род. 5 ноября 1983, Сантьяго-де-Куба, Куба) — кубинский борец вольного стиля, многократный призёр чемпионатов мира, пятикратный чемпион Панамериканского чемпионата по борьбе, участник летних Олимпийских игр 2008 и 2020 года.